# Tối thiểu hóa chi tiêu
Tối thiểu hóa chi tiêu là hành vi của người tiêu dùng lựa chọn một tổ hợp hàng hóa để có thể đạt được một mức thỏa dụng xác định trước với mức chi thấp nhất. Đây là bài toán ngược lại với bài toán tối đa hóa thỏa dụng.
Hành vi tối thiểu hóa chi tiêu được các nhà kinh tế học mô hình hóa như sau.

## Giả thiết
Giả định một chủ thể kinh tế muốn tiêu dùng 2 mặt hàng và mức thỏa dụng mà 2 mặt hàng đó đem lại được ký hiệu bằng U(X,Y). Người tiêu dùng đã xác định sẵn một mức thỏa dụng mà mình muốn có, ký hiệu là Ū.
Lượng của mỗi mặt hàng mà người tiêu dùng này có nhu cầu được ký hiệu bằng X và Y.
Mức giá của mỗi mặt hàng này được ký hiệu là PX và PY.
Chi phí E cho tiêu dùng, vì thế là:
E = PX.X + PY.Y
Kinh tế học gọi quan hệ trên là hàm chi tiêu.

## Thành lập mô hình
Mô hình này được biểu diễn bằng toán học thành bài toán tối ưu hóa có ràng buộc:
Min PX.X + PY
với U(X,Y) = Ū

## Hàm ý
Giải bài toán này với định lý Kuhn-Tucker sẽ cho đáp số là lượng cầu cụ thể X* và Y* và các lượng cầu này phụ thuộc vào PX, PY và Ū. Viết kiểu toán học là:
X* = X(PX,PY,Ū)
Y* = Y(PX,PY,Ū)
Hàm số biểu diễn quan hệ phụ thuộc của lượng cầu vào mức giá hàng hóa và mức thỏa dụng gọi là hàm cầu Hicks.
Có thể thấy bài toán tối thiểu hóa chi tiêu và bài toán tối đa hóa thỏa dụng cùng là những mô hình về hành vi tối ưu hóa của người tiêu dùng. Cách tiếp cận hành vi của người tiêu dùng qua hai cách ngược nhau như trên được kinh tế học vi mô gọi là cách tiếp cận song đối.